# Muffin inglés
Un muffin o muffin inglés (en Estados Unidos, English muffin), también conocido como hot muffin o breakfast muffin («muffin de desayuno»), es un pan, con levadura, de forma redonda casi siempre espolvoreado con harina de maíz. Fueron inventados en Estados Unidos por un inmigrante de origen inglés. A menudo se consumen en el desayuno en países como Reino Unido, Estados Unidos, Canadá, Australia y Nueva Zelanda, aunque puede ser servido a cualquier hora del día.
Es un pan que presenta una textura más esponjosa que otros, pudiendo consumirse tanto solo como para elaborar bocadillos. Su elaboración es distinta de la de un muffin tradicional, por lo que es frecuente ver confusión de términos.

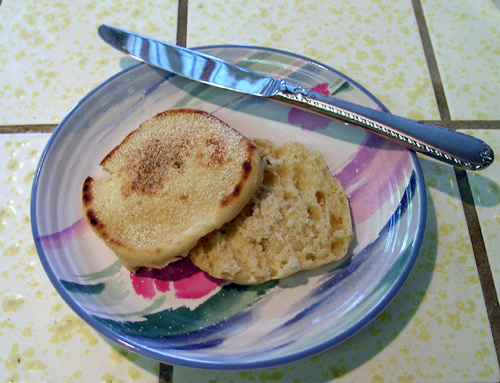
Un muffin inglés

## Historia
Una vieja canción de cuna inglesa, "The Muffin Man", describe a un proveedor de muffins que trabaja de puerta en puerta. La canción se conoció durante el siglo XIX, gracias a la obra de Jane Austen, la cual relataba la historia de un hombre que los vendía, esto se debió a que se mencionan durante un momento de su novela Persuasión. Los panecillos que se vendían en esta época eran de masa con levadura y horneados al calor de una plancha.
Los muffins pueden tener su origen ya hacía el siglo X, sin embargo, el bollo de pan se convirtió en una moda durante el siglo XVIII. A principios del siglo XIX, había docenas de fábricas de bollo en existencia, y el "hombre del pan" era algo común.
Son un pan rápido de hornear y se han convertido en un elemento básico en la mesa de té. Se suelen dividir, tostar, untar con mantequilla y luego se le pone algún relleno dulce o salado, como miel.

## Estados Unidos, Canadá, Australia y Nueva Zelanda
Los muffins están comúnmente disponibles para la venta al por menor en Estados Unidos, Canadá, Nueva Zelanda y Australia. También es común encontrarles en los menús de los restaurantes que ofrecen desayuno de comida rápida americana alrededor del mundo. En Canadá y en los Estados Unidos, los muffins son conocidos como muffín inglés o McMuffin. Con frecuencia se tuestan y se untan con mantequilla y/o mermelada. Pueden ser utilizados como sándwich de desayuno con carne (tocino, jamón, o salchicha), huevo (frito, revueltos, escalfados) y/o queso. Son el ingrediente principal en el plato tradicional del brunch de Nueva York "Huevos Benedictinos".

## Reino Unido
Son uno de los principales en la mayoría de los hogares y los supermercados británicos, donde se venden variaciones del muffin de pan normal, poniéndosele queso, o junto a la harina, hacer la añadidura de canela o uvas pasas. Los muffins ya no son muy comunes en los tradicionales salones de té británico, mismos que se sirven con el desayuno o a la hora del te, aunque comúnmente se encuentra pasteles de té en el menú en estos lugares. Aunque los venden en los supermercados, hoy en día no son muy populares en el Reino Unido.

## Otras lecturas
- English Bread and Yeast Cookery por Elizabeth David, Penguin Books, 1979, contiene la historia de los orígenes y uso del muffin inglés.